# 鈴田村
鈴田村（すずたむら）は、長崎県東彼杵郡の南部にあった村。戦時中の1942年（昭和17年）、東彼杵郡南部の各町村と合併を行い市制施行、大村市となった。
現在の大村市鈴田地区にあたる。

## 地理
- 河川：鈴田川、古松川、針尾川、稲川内川、白鳥川、内倉川
- 湾：大村湾

## 沿革
『大村郷村記』によれば、古くは「今里村」と称した時期があったとされる。「鈴田」の地名の由来は、地内の鎮守地主大明神の社脇の田地からかつて鈴が掘出されたことによると伝えられる。鈴田村は江戸中期頃に「上鈴田村」「下鈴田村」の2村に分かれた時期があったが、1814年（文化11年）に再び1村に統合されている。
- 1889年（明治22年）4月1日 - 町村制施行により、東彼杵郡鈴田村が単独村制にて発足。
- 1942年（昭和17年）2月11日 - 大村町・福重村・萱瀬村・松原村・鈴田村・三浦村が合併し市制施行。大村市が発足し、鈴田村は自治体として消滅。

## 地名
郷を行政区域とする。鈴田村は1889年の町村制施行時に単独で自治体として発足したため、大字は無し。
- 岩松郷
- 大里郷
- 陰平郷[3]
- 中里郷
- 平小川郷（ひらおがわ）

## 名所・旧跡
- 鈴田牢跡
- 鈴田道意館跡
- 小川内鬼の石
- 塔の峰城跡
- 岩松城跡
- 鈴田番所跡
- 久良寺跡
- 西明寺跡
- 庵寺跡
- 無量寺跡
- 西光寺跡
- 幸久寺跡
- 福王寺跡
- 皿山跡

## 交通

### 鉄道
村域を日本国有鉄道大村線が通るが、駅は設置されていない。
現在、旧村域には大村市発足後の1945年（昭和20年）より、岩松駅が設置されている。